# 私立霧舎学園ミステリ白書シリーズ
『私立霧舎学園ミステリ白書シリーズ』（しりつきりしゃがくえんミステリはくしょシリーズ）は、霧舎巧による日本のライトノベル。カバーイラストは西村博之が担当している。講談社ノベルス（講談社）より2002年4月から刊行されている。

## 概要
1998年の神奈川県を舞台としており、シリーズ第1作『四月は霧の00（ラブラブ）密室』が発売された後には「毎月1冊ずつ出るのではないか」などと噂は流れたが、実際には平均して一年以上の間隔があいての刊行となっている。2002年2月の刊行開始以来、2013年2月現在までにシリーズ合計で10冊が出版されている。各巻にはさまざまな趣向が凝らされており、それらはすべて物語のヒントへとつながっているのが特徴。同作者の「《あかずの扉》研究会シリーズ」とリンクしている部分が多い。3学期制の各学期末には2冊同時刊行が行われているが、その場合各巻はあくまで独立した事件を扱っているものの連携している部分もある。
作者の霧舎は本シリーズについて「ミステリの要素を取り込んで成功した漫画があるのならば、逆にミステリの方も漫画のそれを使っていいのではと考えた」との趣旨でコメントしている。霧舎はまた「九分九厘確実なこと」として、本シリーズは1998年の4月から1999年の3月まで毎月琴葉と棚彦、2人を取り巻く面々が毎月遭遇する事件を順次扱っていくと言う体裁を採り、シリーズ終了時にはミステリの一覧表が出来上がることを目指していると述べている。作者の思惑通り、本シリーズを「ミステリー漫画世代を本格推理小説へといざなうという狙いで書かれており、文章やキャラクターが読みやすく感情移入しやすいよう工夫されている」との趣旨で評した例もある。
『一月は合格祈願×恋愛成就＝日常の謎』作者あとがきにおいて、『二月』の事件は「毒入りチョコレートによる毒殺トリック」とし、『三月』はシリーズ開始当初からの構想どおり「名探偵最後の事件」とする予定である旨が表明されている。
（注）以下、各巻を個別に指す場合には記述の簡略化のため適宜『○月』の形式で省略する。

## あらすじ
羽月琴葉は高校2年生。警察官である母親の転勤に伴いこの4月から霧舎学園に転校してきた。転校早々遅刻してしまった琴葉は、始業式が行われている体育館に向かう途中で霧舎学園の伝説の霧に巻かれ、その中で同年同日に生まれた小日向棚彦とファーストキスをしてしまう。
それ以降、琴葉と棚彦の周りでは毎月「事件」が発生する。霧舎学園の伝説における「《真の求道者》」たらんとする頭木保、『四月』の事件の結果琴葉が属することとなる放送部の先輩である坂下のの子や成沢冬美、琴葉の前の学校でのクラスメートである蘭堂ひろみといった生徒達と、脇野啓二郎ら霧舎学園の教師達、かつてはみずからも霧舎学園の生徒であり「伝説」の紡ぎ手であった琴葉の母羽月倫子らにより、1998年度の霧舎学園を舞台として新たな伝説が作られていく。
『四月は霧の00（ラブラブ）密室』
霧舎学園への登校初日、始業式に遅刻した琴葉は霧舎学園の霧の中で死体に遭遇してしまう。全校生徒・職員が始業式が行われていた体育館にいたはずの霧による密室において、犯人はいかにして被害者を殺めたのか。
『五月はピンクと水色の恋のアリバイ崩し』
霧舎学園に転校してきて一月、ゴールデンウイーク真っ最中の霧舎学園コンピューター室で琴葉はまたもや死体に遭遇してしまう。死体はなぜかピンク色のペンキで全身をペインティングされていた。犯人かもしれない人物のアリバイを、探偵たちはいかに突き崩していくのか。
『六月はイニシャルトークDE連続誘拐』
図書委員の椎奈に連れられて学園図書館に来た琴葉と棚彦は、犯人により自らも誘拐され監禁されてしまう。監禁場所を脱出し、謎の誘拐犯の思惑を暴くことはできるのか。
『七月は織姫と彦星の交換殺人』
『五月』で知り合った直人の誕生パーティーに無理やり連れてこられた琴葉は、無理やり連れてきた弓絵と共に人が転落死するのを目撃する。そして次の犠牲者も。犠牲者たちはそれぞれ恨みを買っていた様子ではあるが、探偵たちは交換殺人事件の全貌を掴むことができるのか。
『八月は一夜限りの心霊探偵』
養護教諭の日辻先生の「別荘」に来た琴葉たち一行は、ここでもやはり怪奇現象の末の殺人事件に巻き込まれてしまう。探偵たちはその裏に隠された謎を解き明かすことができるのか。
『九月は謎×謎修学旅行で暗号解読』
京都に修学旅行に来たはずの琴葉と棚彦は、なぜか学園理事長により「六角屋敷の謎」に挑むことに。謎をめぐって既に犠牲者も出ている模様の中で、京都の町に散らばったプリクラを手がかりに、六角屋敷の謎の暗号を解き明かすことはできるのか。
『十月は二人三脚の消去法推理』
担任の脇野のスタンドプレーにより体育祭実行委員長・副委員長の任が回ってきた棚彦と琴葉。体育祭が目前に迫ってきた中で学園内で不審火が発生し、下手をすれば体育祭中止と言う事態にも。メールで送られてきた「十月十日の殺人」の発生を防ぎつつ、探偵たちは全貌を解き明かし犯人を推理で暴くことができるのか。
『十一月は天使が舞い降りた見立て殺人』
前月に続き、またもや脇野により文化祭実行委員長・副委員長に祭り上げられた琴葉たち。琴葉と皐月が噴水前のベンチで昼食中に、何者かにより臼が落とされた。果たしてこれは文化祭の出し物の一つ「エンジェルクイーンコンテスト」の有力候補と目される琴葉を狙ったものなのか、それとも犯人には何か他の思惑があるのか。
『十二月は聖なる夜の予告殺人』
クリスマスシーズンのショッピングモールで、琴葉たちはモール上層階から人が墜落死するのを目撃する。相前後して琴葉たちに届いたイベントリーカレンダーが示す不審な現象が連日発生していく。一連の現象の背後にある犯人の狙いを、探偵たちは見抜くことができるのか。
『一月は合格祈願×恋愛成就＝日常の謎』
正月、地元の神社で巫女のアルバイトをしていた琴葉達の周りで次々と不可解な事件が発生する。犯人も被害者も証拠品も全てが消えてしまった強盗事件を皮切りに、神社の釣銭の消失、おもちゃに替わってしまった宝石など…。これらの謎につながりはあるのか、あるとすれば誰がどのような意図で影で糸を引いているのか、年明け早々、探偵達の謎解きは終わらない。

### 霧舎学園の伝説
霧舎学園では学園の由来から毎年1学期の始業式と3学期の終業式には敷地内に霧を出現させる習慣がある。そして、その霧にまつわる伝説が存在する。
伝説表バージョン
「霧立つ春の日、鐘の音と共に、泉の前で口づけを交わした男女は永遠の幸せを約束される」
伝説裏バージョン
「霧立つ春の日、鐘の音と共に、泉の前で出会った男女が、同じ星の下に生まれた者同士ならば学園に《真の求道者》が誕生する。女が謎を紡ぎ、男が謎を解く」
しかし、この伝説には続きが存在する……。

## 主な登場人物
特段の記述のない登場人物は『四月』より登場している。

### 霧舎学園生徒
羽月琴葉（はづき ことは）
本作の主人公で2年3組特類Cクラス（私立文系難関大学進学類型）に在籍する。
婦人警官である母親の転勤に伴い4月から霧舎学園に転入してくる（前に通っていた学校は後述する蘭堂ひろみと同じ清白高校）。作中では棚彦の助手役を務める。『四月』において棚彦とファーストキスをした。霧舎学園では『四月』において放送部に入部する。普段はコンタクトレンズを着用しているが、たまに眼鏡をつける。父の秀彦に似て料理上手で、羽月家オリジナルメニューを作品内で披露する。
誕生日は1981年5月9日。好きな食べ物は父特製の「桃皮リンゴカレー」。愛読書は『ごちそうさまが、ききたくて。』（栗原はるみ）。
小日向棚彦（こひなた たなひこ）
琴葉と同じ2年3組に在籍する。
霧舎学園の伝説にはまるで興味が無かったが、『四月』の事件に巻き込まれて以降、保にむりやり「探偵勝負」を仕掛けられいやいやながらも事件を解決に導く。巻が進むにつれ序々に探偵としての自覚を持ってきており、行動を共にすることになる琴葉との仲も深まってきている。
誕生日は琴葉と同じ1981年5月9日。愛読書は『現代民話考』（松谷みよ子）。名前は回文名になっている。
頭木保（かしらぎ たもつ）
3年8組文科I類・私立クラス（文系大学進学類型）に在籍する。
霧舎学園の伝説にある「《真の求道者》＝探偵」になることを求められていると自称する少年。背が小さく、子供のような華奢な体躯をしている。頭はいいのにその使い方を間違えている。
『あかずの扉研究会シリーズ』にて『ドッペルゲンガー宮』にも登場している。また『新本格もどき』に登場する名園清詩郎と同一人物である可能性がある。
誕生日は1980年5月9日で琴葉・棚彦と同じ誕生日の1年違い。愛読書は『名探偵もどき』（都筑道夫）。
坂下のの子（さかした ののこ）
保と同じ3年8組に在籍する。
口は悪いがあっさりとしている。運動が得意な体育系だが所属するのは放送部である。とあるきっかけ以降頭木保の事が好きで、彼の赴くところにいつも現れる。その行動はストーカーにしか思えないほどだが、保本人はそれほど気にしていない（ストーカーとは思っていない）様子である。
誕生日は1980年12月28日。愛読書は『プレヴェール詩集』（ジャック・プレヴェール）。
八重樫皐月（やえがし さつき）
琴葉の親友で2年2組特類Bクラス（国立文系難関大学進学類型）に在籍する。
前年度の2学期に琴葉同様清白高校から転校してきており、その際は棚彦と同じクラスだった。放送部に所属しのの子・冬美は先輩にあたる。実はある男性教師に押し倒されて強姦されたことがあり、その後もたびたび輪姦されていた。『四月』の事件後イギリスの姉妹校に短期留学する事になったが、『十月』の事件後に霧舎学園の琴葉達の元に戻る。
成沢冬美（なりさわ ふゆみ）
保・のの子と同じ3年8組に在籍する。放送部所属。
当初は作中での唯一まともな登場人物として設定されていたが、作者の霧舎の想定に反してファンがついたためキャラを立たせてあげようと「ゴシップ好きで噂好き」「年上に惚れやすく、惚れた男のために暴走することもある」「だが男運はまるっきり無い」「我慢ならない状況に会うと逃避する癖がある」という人物設定になった。事件に際しほぼ毎月登場する霧舎学園生徒の中では唯一挿絵が無く、誕生日も不明である。
遠波直人（とおなみ なおと）
『五月』から登場した。2年10組文科I類・スポーツ・芸術クラス（通称「スポ芸」）に在籍している。
中高生に絶大な人気を誇るバンド「エミュー」のボーカルをナオキという芸名で務めている。「Hさんが好き」との発言をTV番組でした。
誕生日は1981年7月5日。彼も名前が回文名になっている。
田中弓絵（たなか ゆみえ）
『五月』から登場した。1年10組文科I類・スポーツ・芸術クラスに在籍している。
弓絵という芸名でグラビアアイドルを務めている。遠波直人に好意がありカワイコぶっているが、その影ではわがままな振る舞いも目立つ。直人が気にかけている琴葉のことを一方的にライバル視している。
誕生日は1982年8月19日。
中込椎奈（なかごみ しいな）
『六月』から登場した。3年1組特類Aクラス（国立・私立医歯薬理工系進学類型）に在籍する。
優等生の図書委員であり、医大進学を目指す。実家は開業医。『六月』の事件に巻き込まれた以後、棚彦のことが気になるようで、琴葉を少なからずライバル視しているような描写が見られる。『十一月』においてその思いを明らかにした。
愛読書は『花埋み』（渡辺淳一）。
高天原マヤ（たかがまはら　まや）
『一月』より登場した、イギリス（イングランド）の姉妹校からの留学生。日本とイングランドのハーフであるが、外見では日本人的な特徴は見られない。
「霧舎学園の謎」について琴葉や棚彦、保たちの知らない知識を持っている様子であり、現・霧舎学園の探偵達の行動を興味深く見守っている。

### 霧舎学園教職員
脇野啓二郎（わきの けいじろう）
国語教師で琴葉、棚彦が在籍する2年3組の担任。テニス部の顧問でもある。
いけ好かない教師で、毎月の事件が発生するたびに琴葉たちを「探偵ごっこをやっているのか」とけなす。生徒を思いやることは少なく自分勝手であるため生徒から嫌われている。反面目上の者には卑屈で、しばしば理事長にゴマをすっている。その結果として琴葉と棚彦に面倒ごと（各種委員など）が回ってくることも多い。生徒に対する尊大な態度とは裏腹にお化けが怖いなどかなりの臆病者である。
名前の区切りを変えると「脇の毛、弄ろう」になる。住んでいる所は竹山団地（たけやまだんち）、逆さに読むと……。
『十一月』において、霧舎学園出身者であることが判明した。
日辻美加（ひつじ みか）
養護教諭。『四月』において名前は挙げられているが、実際の登場は『八月』からとなる。
大学を卒業後1年しか経っておらず、琴葉ら霧舎学園の生徒とも年齢が近いことから女生徒からは「美加ちゃん」とも呼ばれている。
実家が伊豆に「別荘」を持っており、その「別荘」が『八月』の事件の舞台となる。
三田島恵（みたじま けい）
『六月』に登場した学園図書館司書。
図書委員である椎奈によれば「職務上知りえた話は親しい仲の生徒にも漏らしたりしない」人物。実家は横浜で建設業を営んでいる。
亀や蛙の生態に詳しい。愛読書は『レッドデータブック』（環境省）。
香山由仁子（かやま ゆにこ）
『九月』から登場した日本史教師。
運があまり良くない模様で、作中では監禁されたり（『九月』）長期入院を余儀なくされたり（『十月』）している。『十二月』において三学期から復職する予定である旨が語られている。
霧舎学園では防火管理責任者の任にある。生徒間での通称は「ユニコ先生」。
富田林力（とんだばやし ちから）
『十一月』に登場した体育教師。名前としては『十月』の時点で挙げられている。
筋骨逞しい体つきでトレーニングは欠かさないらしい。生徒による通称は「とんでっち」。霧舎学園出身者である。
青芝歩美（あおしば あゆみ）
『九月』から登場した3年学年主任で椎奈の在籍する3年1組の担任。
厳しい指導と葉に衣着せぬ物言いから生徒達からは「女版・脇野啓二郎」と揶揄される。喫煙者。

### 警察関係
羽月倫子（はづき りんこ）
琴葉の母親。霧舎学園を管轄地域とする虹川警察署の署長で階級は警視。
完璧な親バカで他人に厳しく身内に甘い。学園の伝説にかこつけて琴葉と棚彦を何かにつけてくっつけたがる困った母親。棚彦に「お母さん」と呼ばれるとすごく喜ぶ。捜査機密や守秘義務という言葉を知らないかのごとく、琴葉たちに捜査情報を提供する。羽月家の3人の中で唯一料理は苦手であり、琴葉は倫子の料理を口にすることを嫌がっている。
10月10日生まれで秀彦との結婚記念日も同日である。旧姓は桃川で『九月』においてはその旧姓にて役割を演じた。霧舎学園出身。

### その他
蘭堂ひろみ（らんどう ひろみ）
琴葉が霧舎学園に転校する前に通っていた千葉県の清白高校の友人。
自称「テニスの申し子」。食い意地が張っているのと他人の幸せを嫉むのが玉にキズ。作中ではトラブルメーカー的役回りを演じ、発生した毎月の事件を自らの行動で（事態を混乱させようとする意図があるわけではないが）さらに複雑にしている描写が随所に見られる。
羽月秀彦（はづき ひでひこ）
『六月』より登場した琴葉の父親。I島航空基地隊所属の自衛隊准尉で給食幹部を務めている。料理がうまく自衛隊の給食大会で優勝したこともある。得意料理はカレーで、娘の琴葉のお気に入りは秀彦特製の「桃皮リンゴカレー」である。
霧舎学園出身でかつては倫子と共に霧舎学園の伝説を紡いだ。作中においても棚彦の推理の見落としを指摘したりしている。
10月10日生まれで倫子との結婚記念日も同日である。

## 既刊一覧
講談社ノベルスより刊行。
2冊同時発売（3学期制の各学期末の月を含む場合）の場合のプレミアムセットも刊行されている。
| 既刊一覧         | 既刊一覧                                                   | 既刊一覧       | 既刊一覧          |
| タイトル         | タイトル                                                   | 発売日         | ISBN              |
| ---------------- | ---------------------------------------------------------- | -------------- | ----------------- |
| 1                | 四月は霧の00（ラブラブ）密室                               | 2002年4月5日   | 4-06-182244-6     |
| 2                | 五月はピンクと水色の恋のアリバイ崩し                       | 2002年8月6日   | 4-06-182268-3     |
| 3                | 六月はイニシャルトークDE連続誘拐                           | 2002年12月13日 | 4-06-182289-6     |
| 4                | 七月は織姫と彦星の交換殺人                                 | 2003年11月9日  | 4-06-182329-9     |
| 5                | 八月は一夜限りの心霊探偵                                   | 2003年11月9日  | 4-06-182330-2     |
| 6                | 九月は謎×謎修学旅行で暗号解読                              | 2005年9月8日   | 4-06-182450-3     |
| 7                | 十月は二人三脚の消去法推理                                 | 2007年6月9日   | 978-4-06-182536-9 |
| 8                | 十一月は天使が舞い降りた見立て殺人                         | 2009年12月9日  | 978-4-06-182604-5 |
| 9                | 十二月は聖なる夜の予告殺人                                 | 2009年12月9日  | 978-4-06-182605-2 |
| 10               | 一月は合格祈願×恋愛成就＝日常の謎                          | 2013年2月8日   | 978-4-06-182839-1 |
| プレミアムセット |                                                            |                |                   |
| セット名         | セット名                                                   | 発売日         | ISBN              |
| 1                | 私立霧舎学園ミステリ白書 七月編&八月編プレミアムセット     | 2003年11月14日 | 4-06-935551-0     |
| 2                | 私立霧舎学園ミステリ白書 十一月編&十二月編プレミアムセット | 2009年12月9日  | 978-4-06-182606-9 |